# Augarten (Graz)

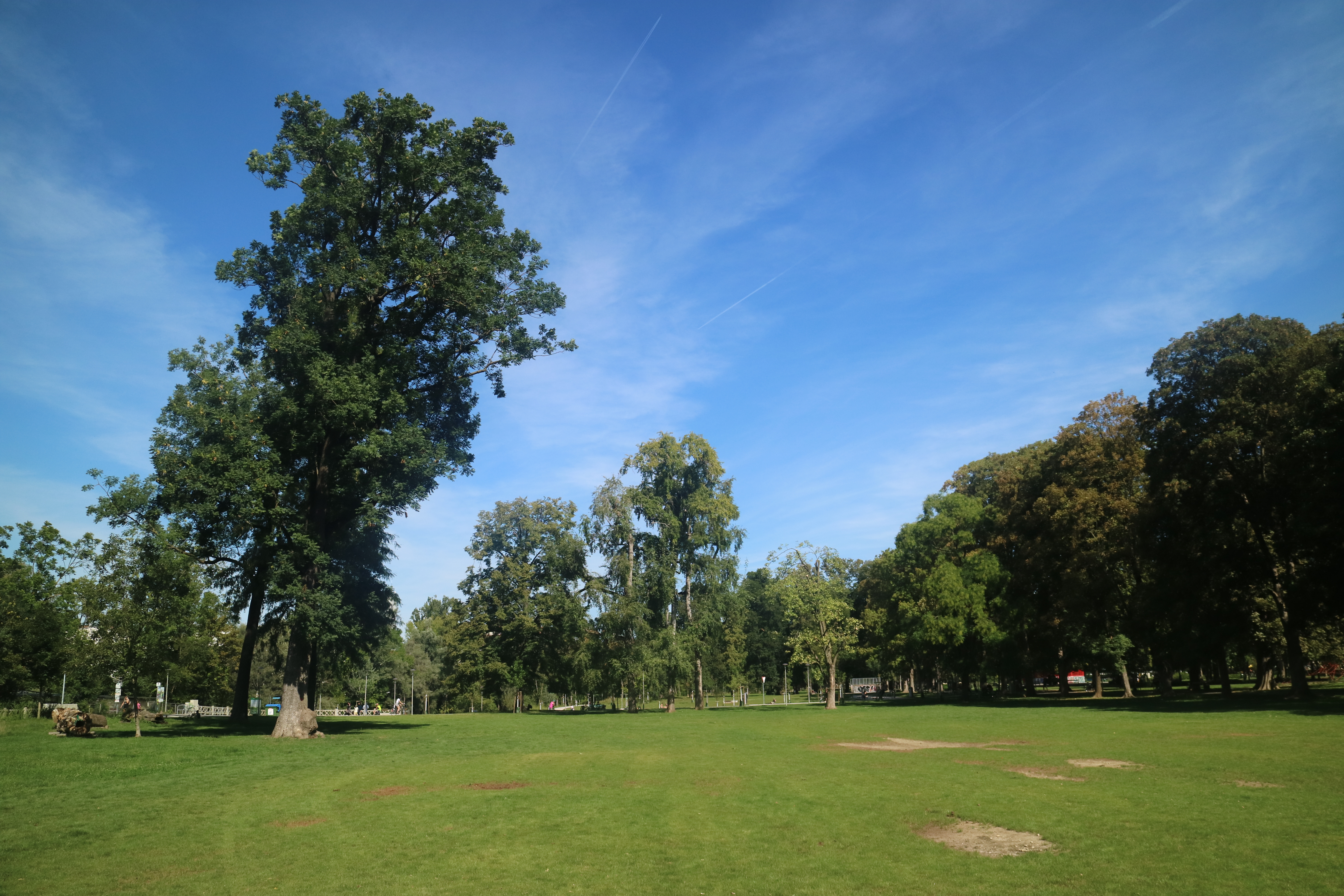
Wiese im sommerlichen Augarten

Der Augarten (offiziell Städtischer Augarten, bis 1899 Ohmeyerpark) ist eine öffentliche Parkanlage in der steirischen Landeshauptstadt Graz. Der 7,5 Hektar große Park befindet sich im Bezirk Jakomini am unmittelbaren linken Murufer und stellt eines der beliebtesten Naherholungsgebiete der Grazer Stadtbevölkerung dar. Er entstand Ende des 19. Jahrhunderts auf dem Gebiet der Froschau aus einem ehemaligen Auwald.

## Lage und Umgebung
Der Augarten erstreckt sich links der Mur auf einer Länge von etwa 450 Metern zwischen der Mündung des Grazbaches im Norden und dem Augartenbad im Süden. Östlich wird das Parkgelände durch die Straßenzüge von Friedrichgasse (ehemals Froschaugasse), Pestalozzistraße und Neuholdaugasse begrenzt. Durch die Parkanlage führen mehrere asphaltierte Fuß- und Radwege, darunter die nach Partnerstädten benannten Pulakai und St.-Petersburg-Allee, sowie die Gertrude-Wagner-Allee. Auf ersteren beiden verläuft ein Teil des überregionalen Murradweges.
Vom rechten Murufer aus ist der Park über die Augartenbrücke, den Augartensteg, aber auch die flussabwärts gelegene Bertha-von-Suttner-Friedensbrücke (Schönaubrücke) erreichbar. Am östlichen Rand der Parkanlage verkehrt die Buslinie 34/34E mit den Haltestellen Museum der Wahrnehmung, Augarten und Neuholdaugasse/Augartenbad. Das städtische Augartenbad mit Eingang am Schönaugürtel ist auch mit Straßenbahnlinie 5 erreichbar. Sehenswürdigkeiten im Bereich des Augartens sind das Museum der Wahrnehmung und das Kindermuseum Frida & Fred.

## Geschichte

### Froschau und Ohmeyergründe
Jahrhundertelang befand sich auf dem Gebiet der heutigen Parkanlage ein Auwald mit dem Namen Froschau (auch Froschenau). Entwässert wurde das Gebiet durch den Grazbach, der bis zu seiner vollständigen Kanalisierung entlang der späteren Wieland- und Neuholdaugasse floss und im Bereich der heutigen Bertha-von-Suttner-Friedensbrücke in die Mur mündete. Daneben bestanden zahlreiche weitere Fließgewässer, etwa ein Mühlgang parallel zur heutigen Friedrichgasse (bis 1870 Froschaugasse). Wo heute das Augartenbad steht, befand sich früher ein im Volksmund „Pumperwaldl“ genannter Parkwald, den Stadtchronist Joseph Kumar 1815 wie folgt beschrieb:

„Dort, wo der kleine Grätzbach in die Mur mündet, winkt ein Wäldchen, glänzend in der üppigsten Völle der Natur. Junge Weiden-, Hasel- und Hollunderstauden winden einen Kranz um dasselbe und die zitternde Espe spendet da wohltätigen Schatten. Dieser Ort, ganz geschaffen zum verborgenen Sitz beglückender Liebe, heißet zum Theil das Pumperwäldchen. In sein einsames Dunkel gleitet manch liebendes Paar, denn die gemeine wie die edle Liebe hasset den Zeugen. Allenthalben sind Ruhesitze angebracht und kleine Laubengänge. Sie führen zu heimlichen Plätzchen, wo Schatten und trauliches Kühl zum Genuße einladen. Hinter diesen beschließen erhabene Kornähren, die unter Zephyrs leisem Fittich wallen, die mannigfaltigen Lust- und Ruhepuncte.“

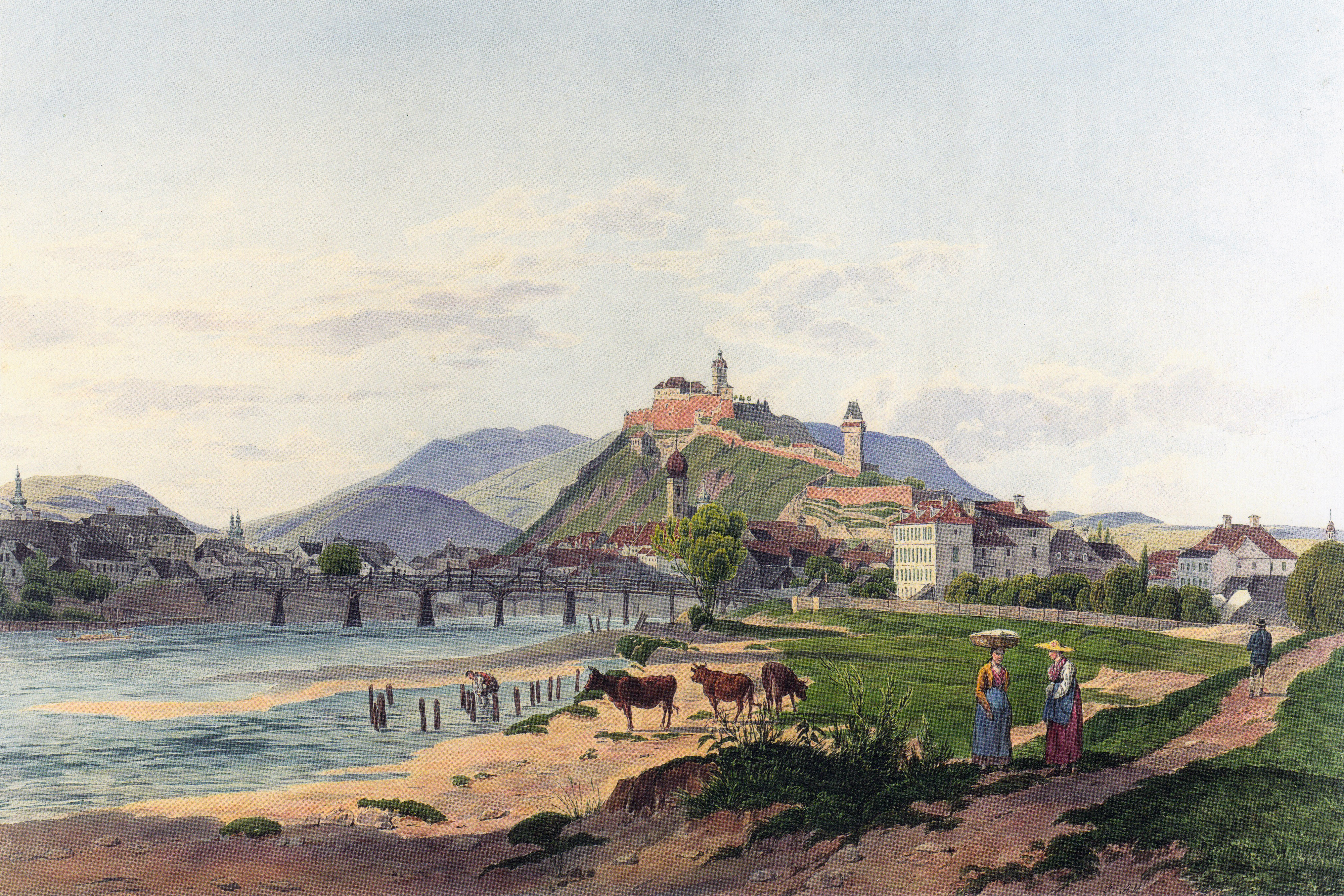
Ansicht von Graz mit heutigem Augartenufer, Jakob Alt (1833)

In der Froschau wurden bis weit in das 19. Jahrhundert hinein verendetes Vieh und sonstiger Unrat entsorgt. Ein Regierungsbericht aus dem Jahr 1747 bezeichnet die Au folglich als „Rabengstött“. Noch vor der 1782 durch Joseph II. angeordneten Auflassung der Stadtbefestigung erwarben vier Zimmermeister, unter ihnen Johann Christoph Ohmeyer, einen beträchtlichen Teil des südlichen Festungsvorlandes. Sie nutzten dieses unter anderem als Lagerplatz für Bauholz und das Murufer als Anlandestelle für Flößer. Durch Vererbung und Kauf angrenzender Flurflächen gelangte in den folgenden Jahrzehnten die gesamte Froschau in den Besitz der Familie Ohmeyer.

### Entstehung der Parkanlage
Nachdem die nördlichen Parzellen der Ohmeyergründe bereits 1890 in den Besitz der Stadt Graz gelangt waren, erwarb die Gemeindesparkasse fünf Jahre später auch die südlichen Gründe um 113.000 Gulden von Aloisia Ohmeyer. Sie wurden der Stadt zur Pacht übergeben.
Am 6. Mai 1896 folgte der Gemeinderatsbeschluss, wonach „die Grundflächen grundsätzlich für alle Zeiten von der Verbauung ausgeschlossen sind und zur künftigen Anlegung eines Naturparks im Style des Wiener Praters als allgemeiner Erholungsort in Aussicht genommen werden“. Die Einfriedung der Fläche, die Erhaltung des Wiesen- und Baumbestandes sowie die Anlage von Gehwegen und die Aufstellung von Sitzbänken standen dabei im Fokus. Außerdem wurde die Einrichtung von mindestens zwei Aborten gefordert. Mit Ausnahme der Hütte des Aufsehers wurden in den folgenden Monaten sämtliche Baulichkeiten abgerissen, eine noch bestehende Floßmeisterei geschlossen. Der Rasenplatz wurde an den Deutschen Turnverein verpachtet, der sich noch im selben Jahr eine Schutzhütte errichten ließ. Nach Fertigstellung aller Fußwege wurde der Park im Sommer 1897 der Benutzung durch die Allgemeinheit übergeben. Zwei Jahre nach einem Beschluss der Gemeindesparkasse, den Ohmeyerpark in Städtischer Augarten umzubenennen, ging er 1901 endgültig in den Besitz der Stadt Graz über.

Historische Ansichtskarten
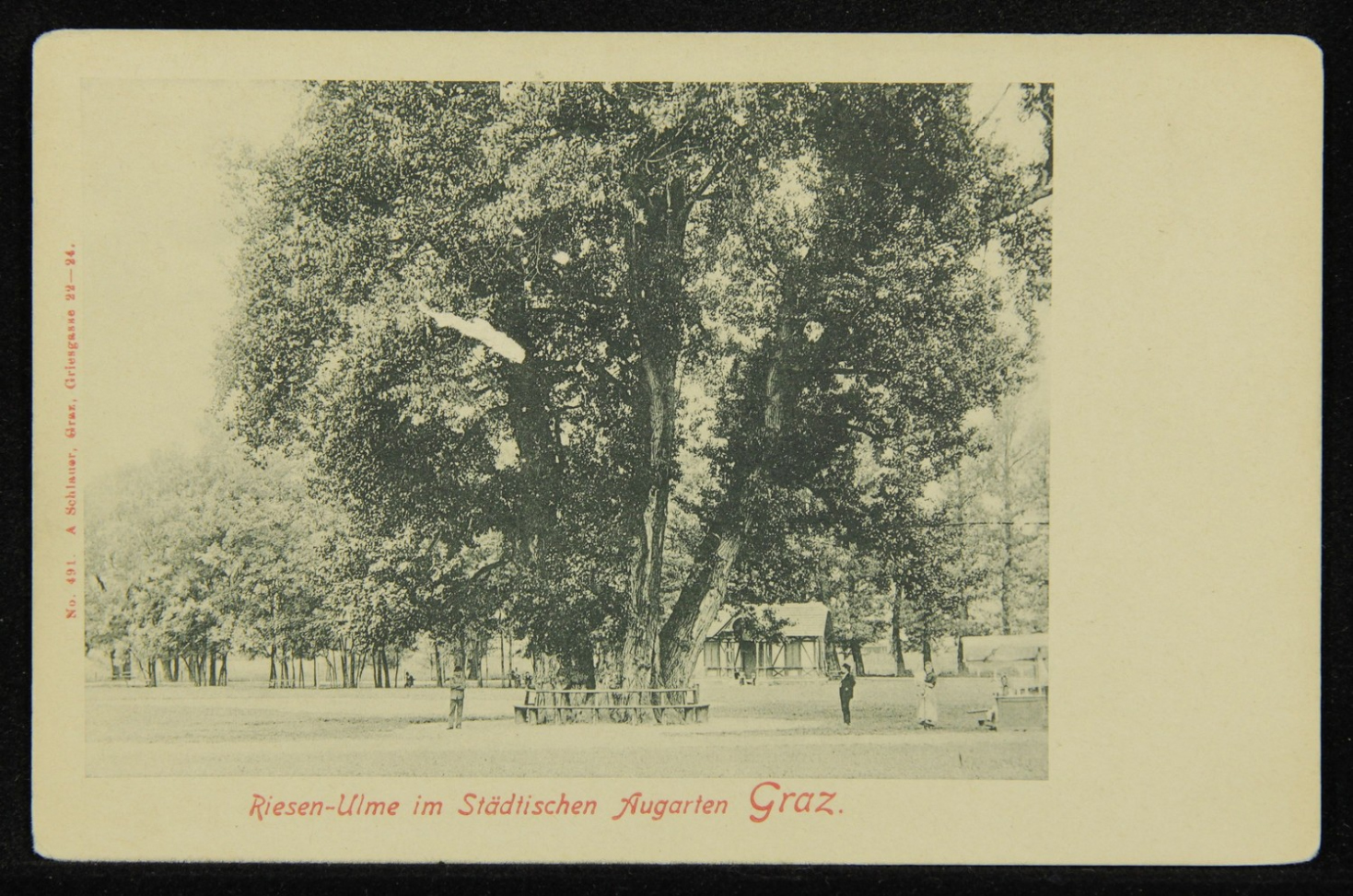
Riesen-Ulme (um 1900)
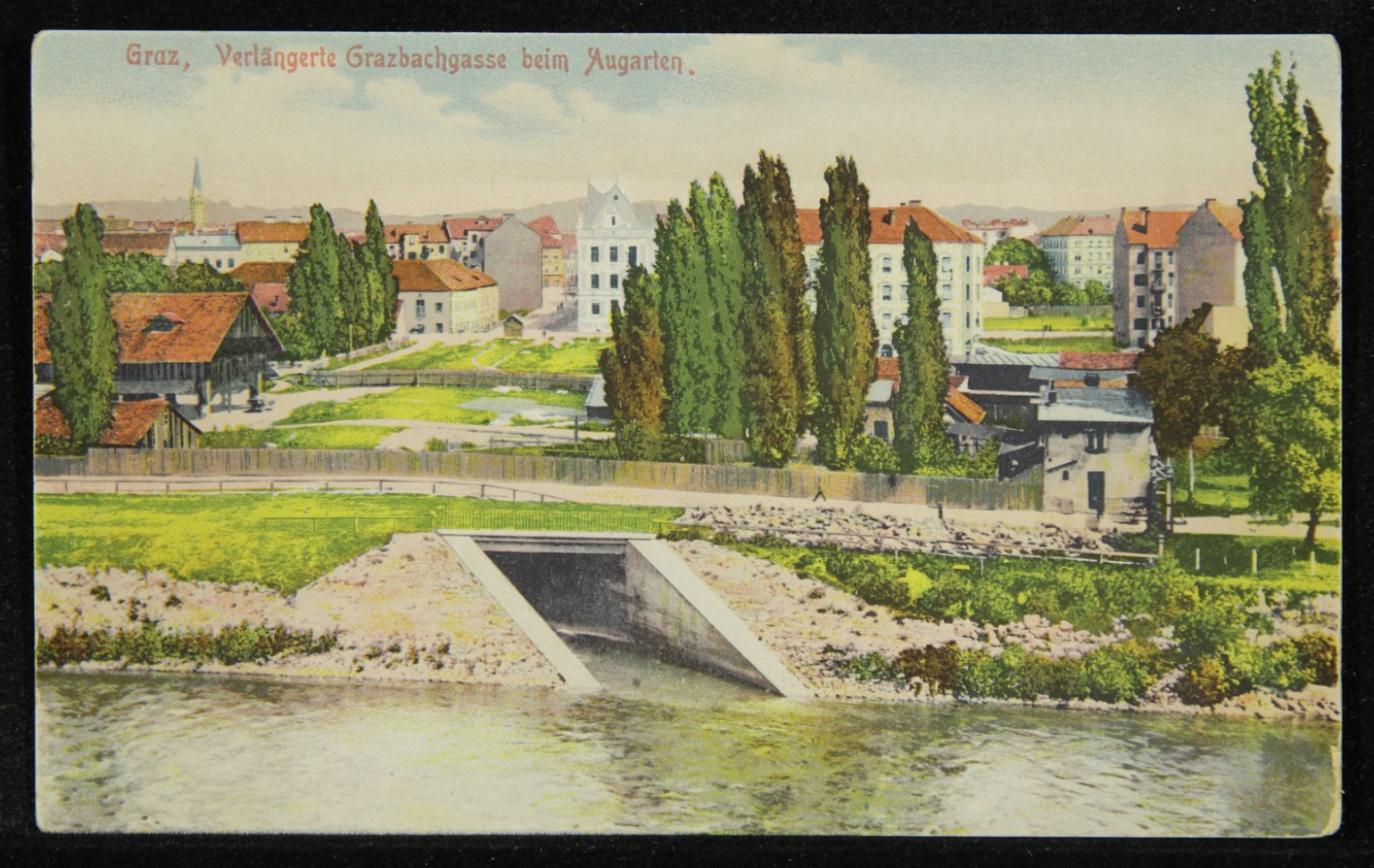
Grazbachmündung (1907)
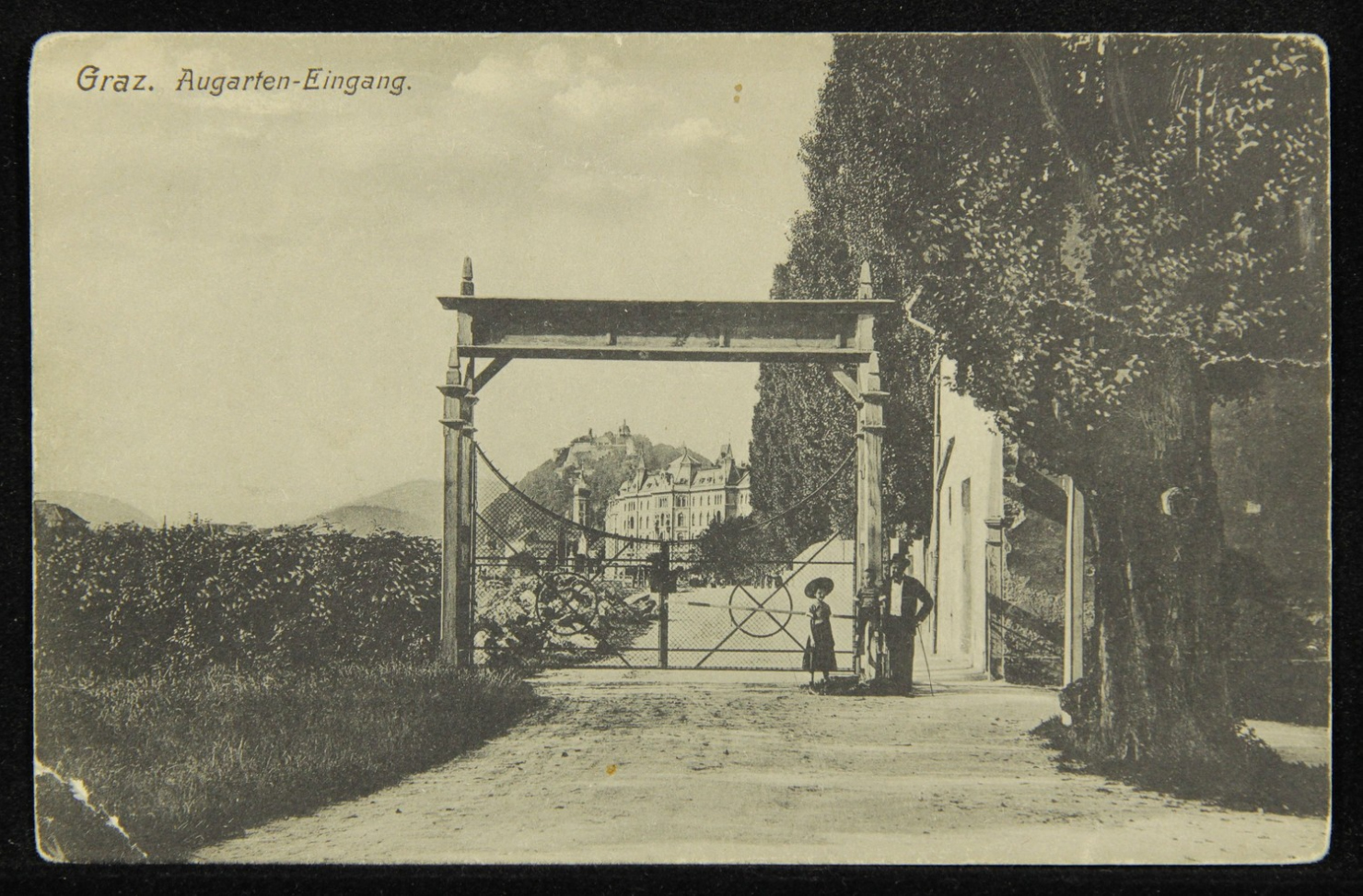
Eingangstor (1907)
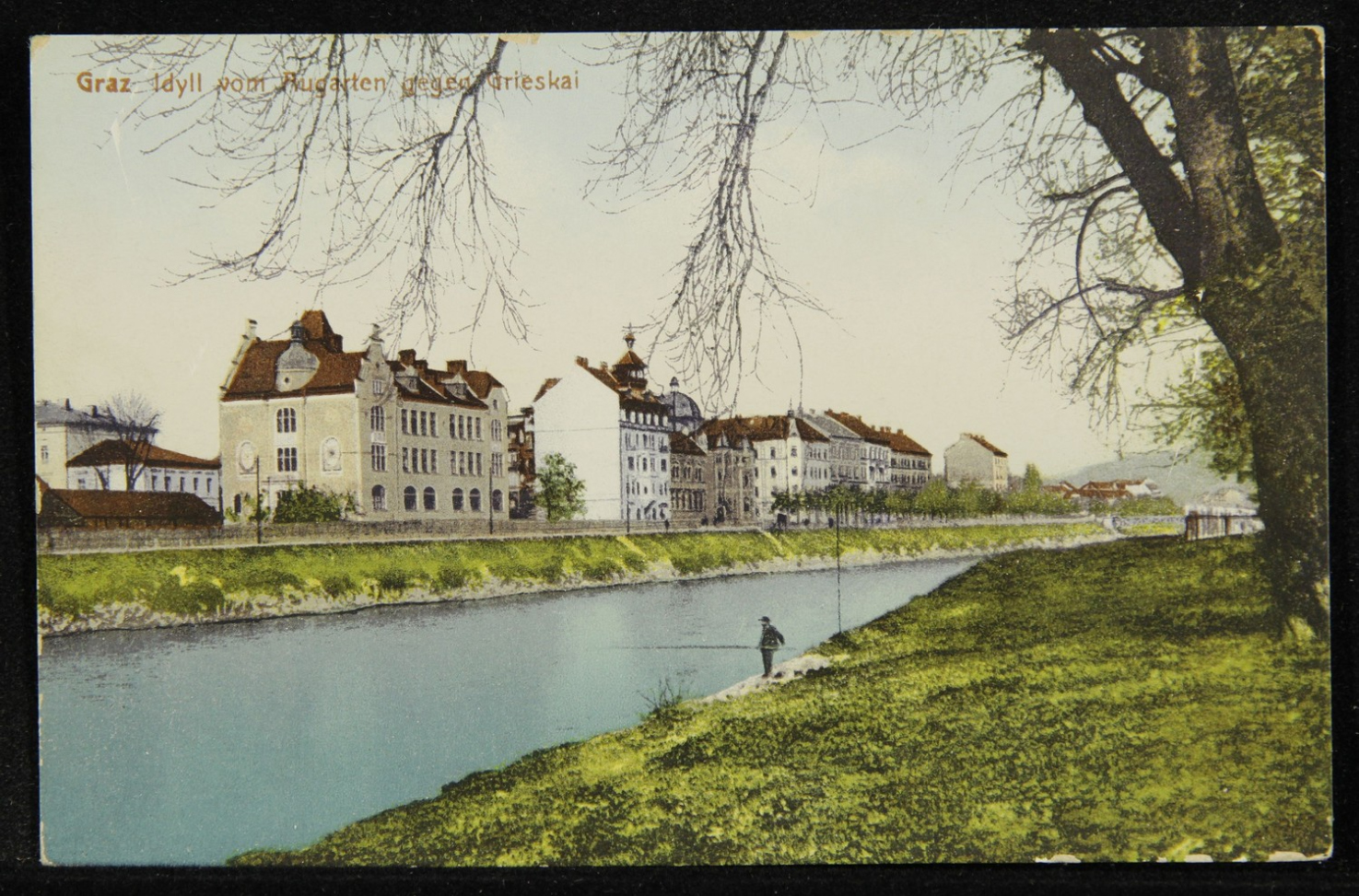
Augartenufer gegen Grieskai (1908)
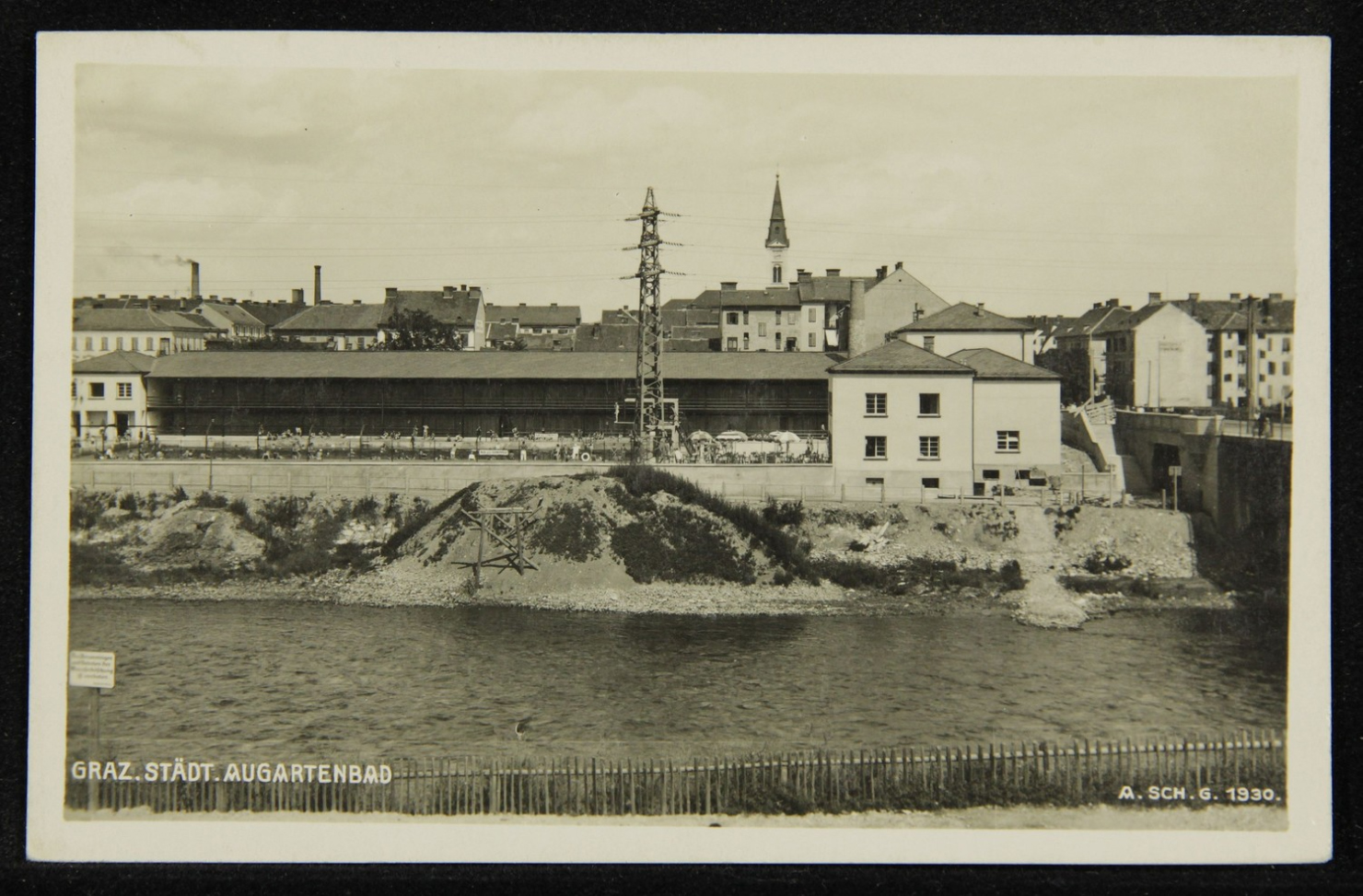
Augartenbad (1930)

Als „kürzeste und bequemste“ Verbindung zwischen der Neuholdau, der Steyrergasse und dem Stadtkai beschloss man den Park auch während des Winters tagsüber offenzuhalten, bis die Einfriedung schließlich ganz aufgelassen wurde. 1905 bekräftigte der Gemeinderat seine Absicht, für den Städtischen Augarten auch künftig den Charakter eines Volksgartens wahren zu wollen. In diesem Sinn erfolgten ab 1908 umfangreiche Ausgestaltungsarbeiten nach einem Plan des Obergärtners des Stadtverschönerungsvereins. Die Turnvereinshütte wurde von der Stadt als „Unterstandsort oder Wohnung für die Augartenwächter sowie als Aufbewahrungsort für diverse Werkzeuge“ angekauft.

### Weitere Entwicklung

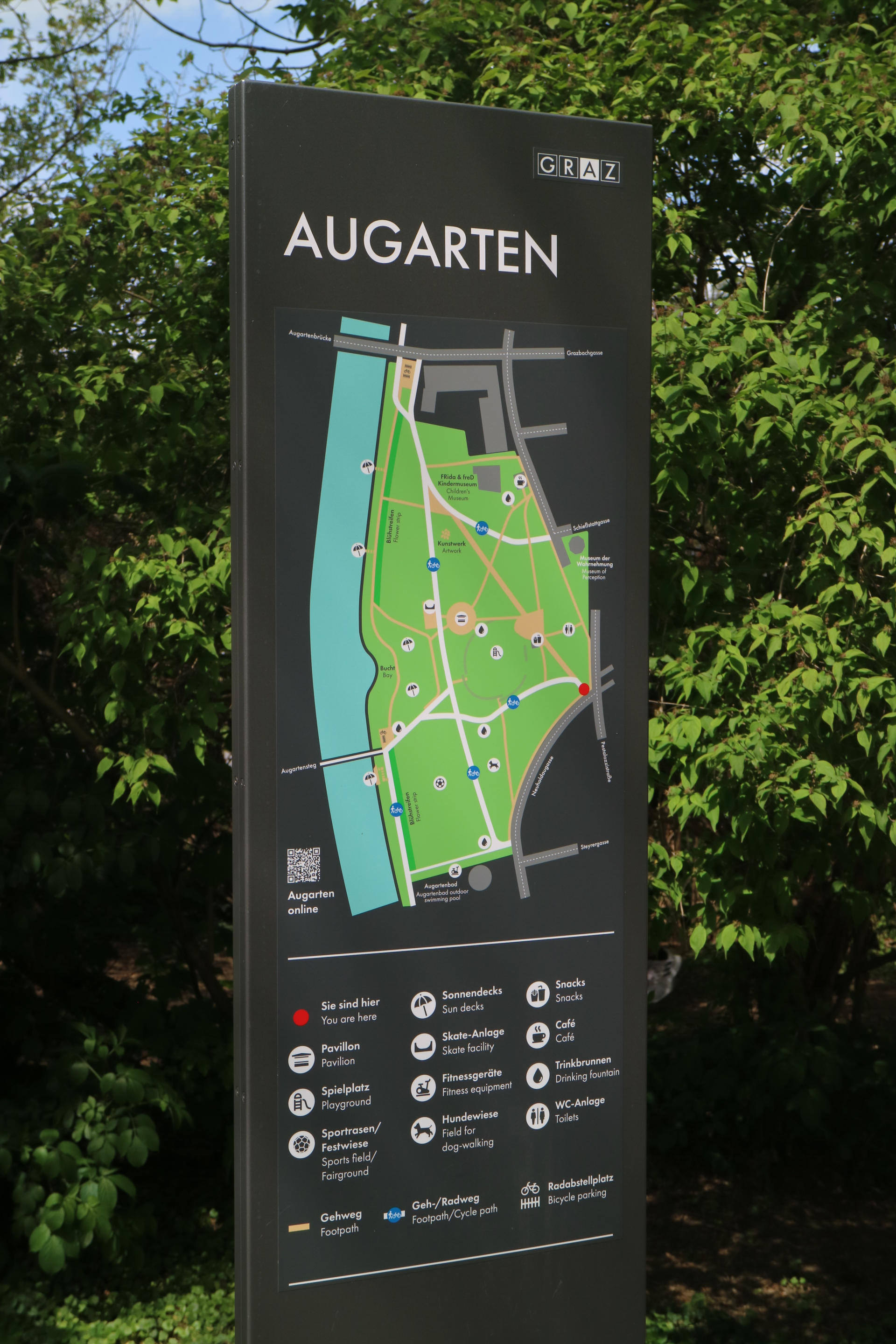
Parkplan (2021)

Im Laufe der Jahrzehnte gab es immer wieder Bestrebungen, die Ohmeyergründe bzw. den Augarten anderweitig zu nutzen. 1870 etwa bestanden Pläne, ein Schlachthaus zu errichten. 1894 war das Gelände als neuer Standort des Landeskrankenhauses im Gespräch. Nur sechs Jahre später – als der Park bereits bestand – beabsichtigte ein Zirkusbetreiber die Anlage eines Tiergartens, der zumindest die Hälfte der Parkfläche eingenommen hätte. 1921 plante eine Gesellschaft, den Augarten in einen „permanenten Vergnügungspark“ umzuwandeln.
Mit dem Bau des Augartenbades auf dem südlichen Parkgelände erfuhr der Augarten 1914 eine Verkleinerung und die bis zur Anlage der Augartenbucht letzte nachhaltige Veränderung. Erst 1927 wurde der Park auch von Süden (entlang der Mur) durch Wege zugänglich gemacht. In den Nachkriegsjahren geriet die Grünfläche ins Spannungsfeld zweier Gruppen Erholungssuchender. Eine geplante Zweiteilung in einen Südabschnitt mit Spiel- und Liegewiese und einen Nordabschnitt als richtigem Park wurde jedoch nicht realisiert. Während der Amtszeit von Bürgermeister Gustav Scherbaum wurden mehrere heute nicht mehr vorhandene, bei Kartenspielern sehr beliebte Tische mit elektrischer Beleuchtung versehen. Eine Zeitungsreportage aus jener Zeit sagt den „Marathon-Schnapsern“ im Grazer Augarten „das härteste Sitzfleisch Europas“ nach.
Heute verfügt der Augarten sowohl über einen 5000 Quadratmeter großen Kinderspielplatz als auch über eine eingezäunte Hundewiese. Für die sportliche Betätigung stehen eine Calisthenics-Anlage, ein Skatepark, zwei Tischtennistische und ein eingezäunter Beachvolleyballplatz zur Verfügung. Es existieren zwei Gastronomiebetriebe und Foodtrucks, als öffentliche Infrastruktur bestehen zwei WC-Anlagen und vier Trinkbrunnen. Ab den 2000er Jahren fanden bereits mehrmals Bürgerbeteiligungsprozesse hinsichtlich der Gestaltung des Parks, darunter auch unter Einbezug von Kindern, statt.

## Flora und Fauna

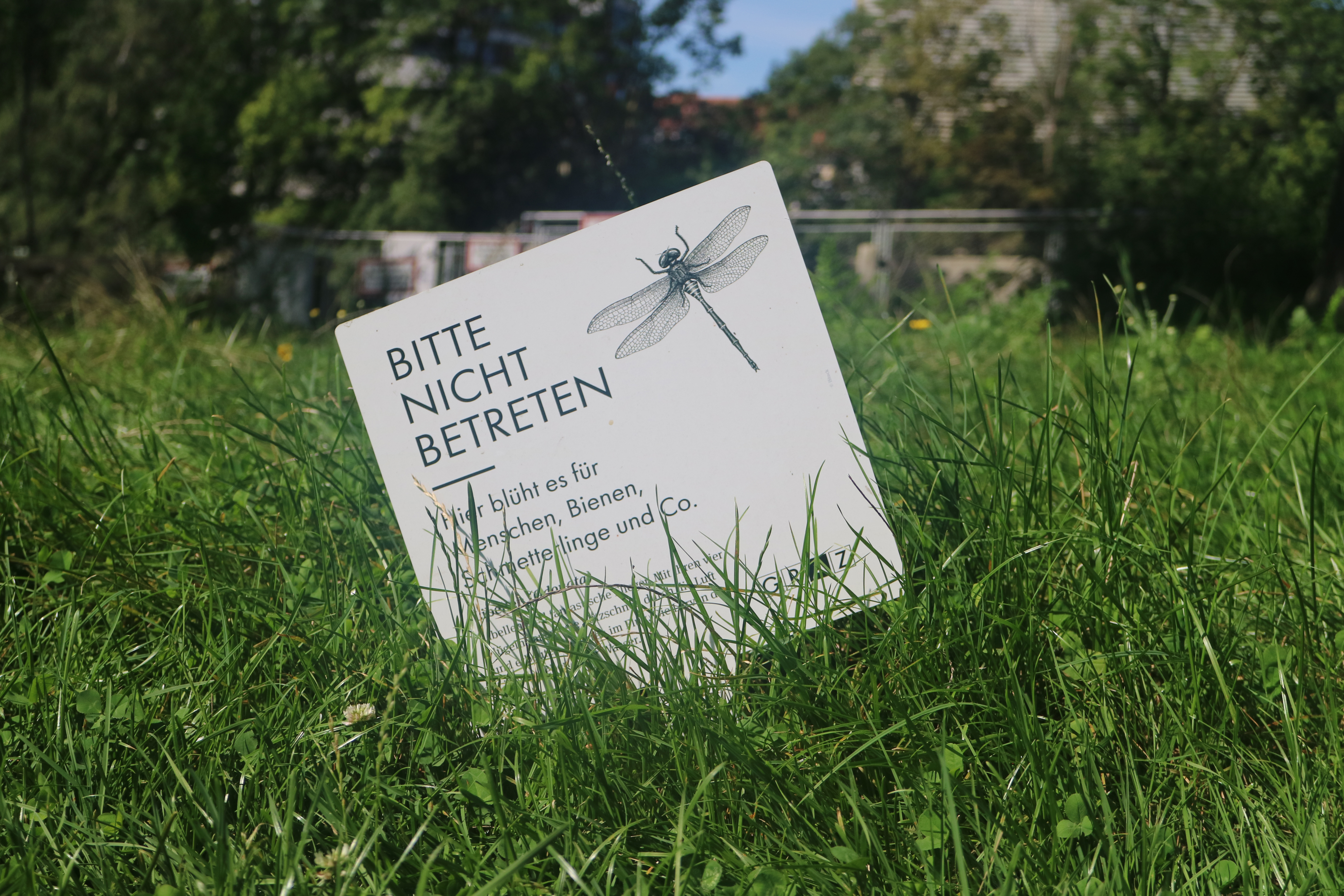
Hinweistafel Blühstreifen

Neben seiner Bedeutung als Erholungsort erfüllt der Augarten eine wichtige ökologische Ausgleichsfunktion im dicht verbauten Innenstadtbereich. Das Erscheinungsbild war in den ersten Jahren und Jahrzehnten nach der Anlage von Auwaldrelikten, in den Worten von Journalisten „prächtigen, alten Baumbeständen“ und „Baumriesen“ geprägt. Ein 1902 erschienener Führer durch Graz hob die „gigantischen Pappelgruppen“ am damaligen Parkeingang hervor. Obwohl sich viele davon in den folgenden Jahren als morsch erwiesen und gefällt werden mussten, hielten sich einige Silber-Pappeln mit „bizarr zerrissener, altersgrauer Rindenhülle“ bis nach 1940. Eine mehrstämmige, von Blitzschlägen gezeichnete „Riesen-Ulme“, die zu den größten Bäumen der Steiermark gehörte, musste Mitte des 20. Jahrhunderts neben weiteren Baumriesen aus Sicherheitsgründen entfernt werden. Neben den genannten Arten dominierten Akazien, Linden und Götterbaum lange das Parkbild.
In jüngerer Vergangenheit setzt die Stadt in den Randbereichen des Parks auf Blühstreifen für Bienen, Hummeln und Schmetterlinge. Unter den Bäumen und Sträuchern der Uferböschung leben verschiedene Reptilienarten, darunter Blindschleiche, Mauereidechse und Würfelnatter.

## Bauwerke
Als wichtiger Grün- und Erholungsraum blieb der Grazer Augarten bis heute weitgehend unverbaut. Bei der nicht mehr bestehenden Schutzhütte des Deutschen Turnvereins handelte es sich laut einem Gemeinderatsbericht aus dem Jahr 1910 um einen „wohlgefälligen, reichverzierten mit Strangfalzziegeln eingedeckten Riegelwandbau (…) mit fichtenem Fußboden“.
Zwischen 1903 und 1905 wurde am östlichen Parkrand ein Volksbad, das sogenannte Tröpferlbad, in Form eines Oktogons erbaut. Heute beherbergt das unter Denkmalschutz stehende Gebäude das Museum der Wahrnehmung. Das Augartenbad war zum Zeitpunkt seiner Eröffnung 1914 das größte städtische Freibad und wurde in den nachfolgenden Jahrzehnten mehrfach um- und ausgebaut. Im Zuge einer Umgestaltung des Parks wurden Anfang der 1950er Jahre ein Musikpavillon und ein Erfrischungskiosk errichtet. Eine ursprünglich im Stadtpark aufgestellte Peter-Rosegger-Büste von Hans Mauracher (Bronzeplastik auf Sandsteinsockel) wurde im selben Zeitraum in den Augarten übertragen.

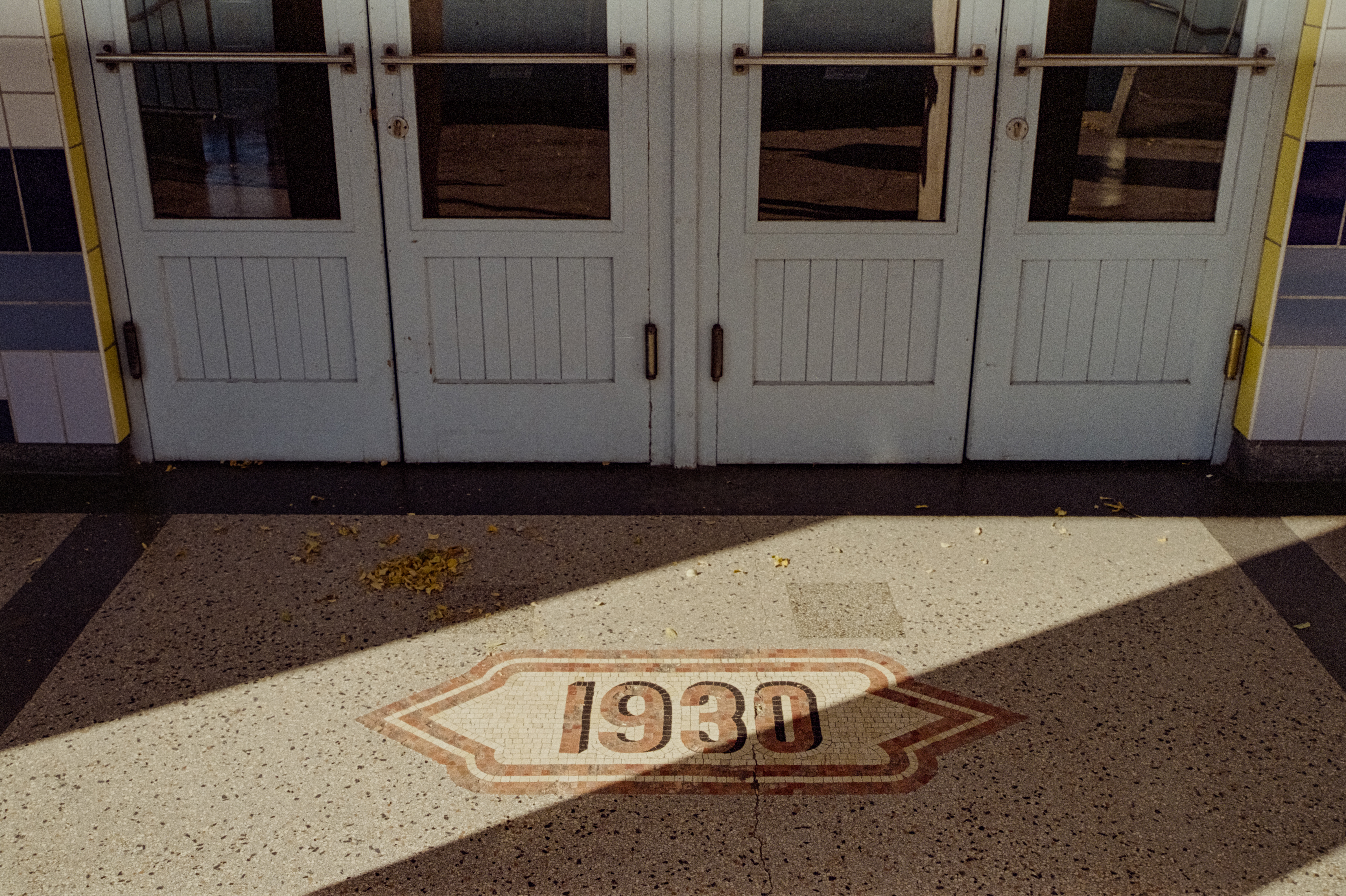
Augartenbad, Eingang am Schönaugürtel
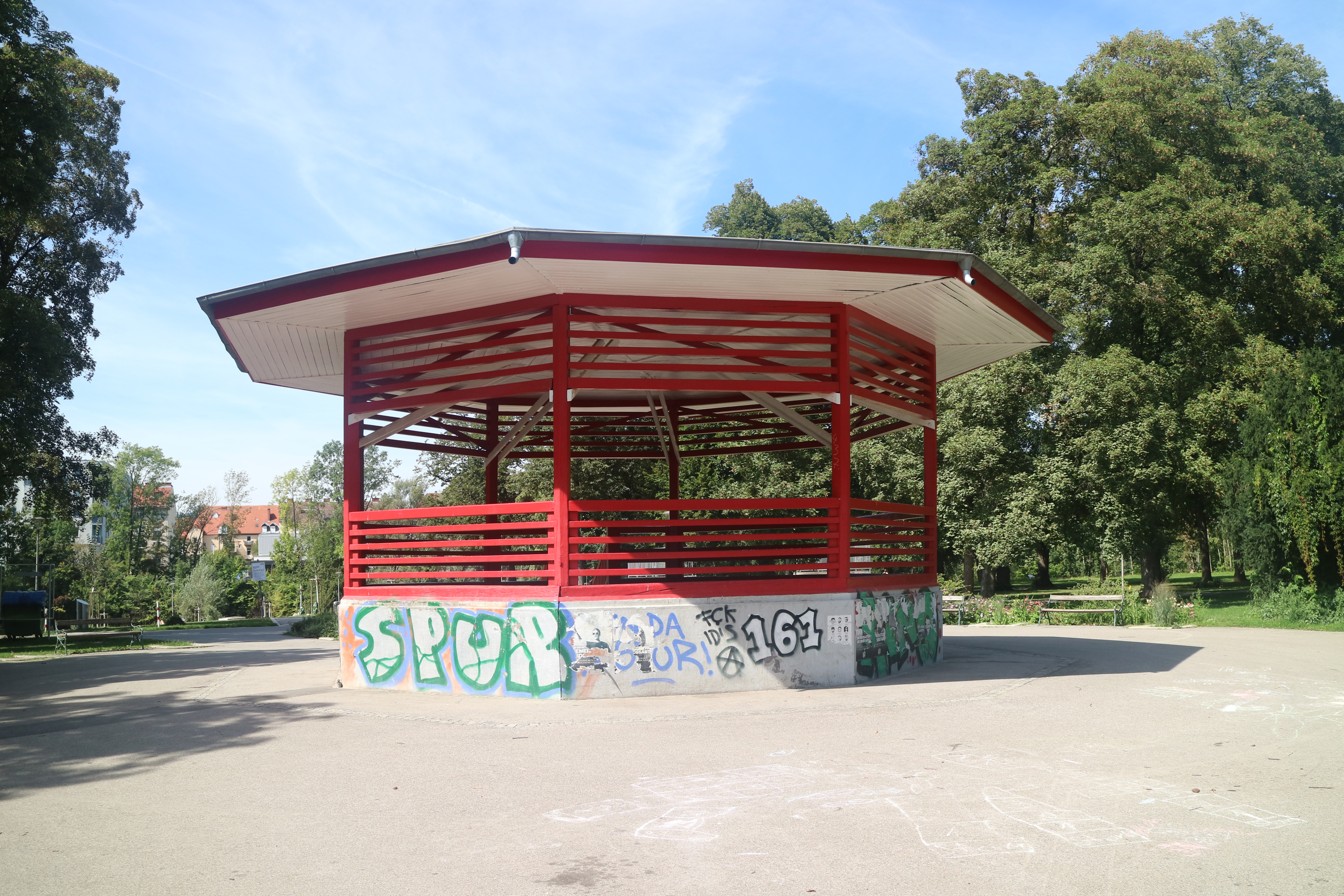
Musikpavillon in der Parkmitte
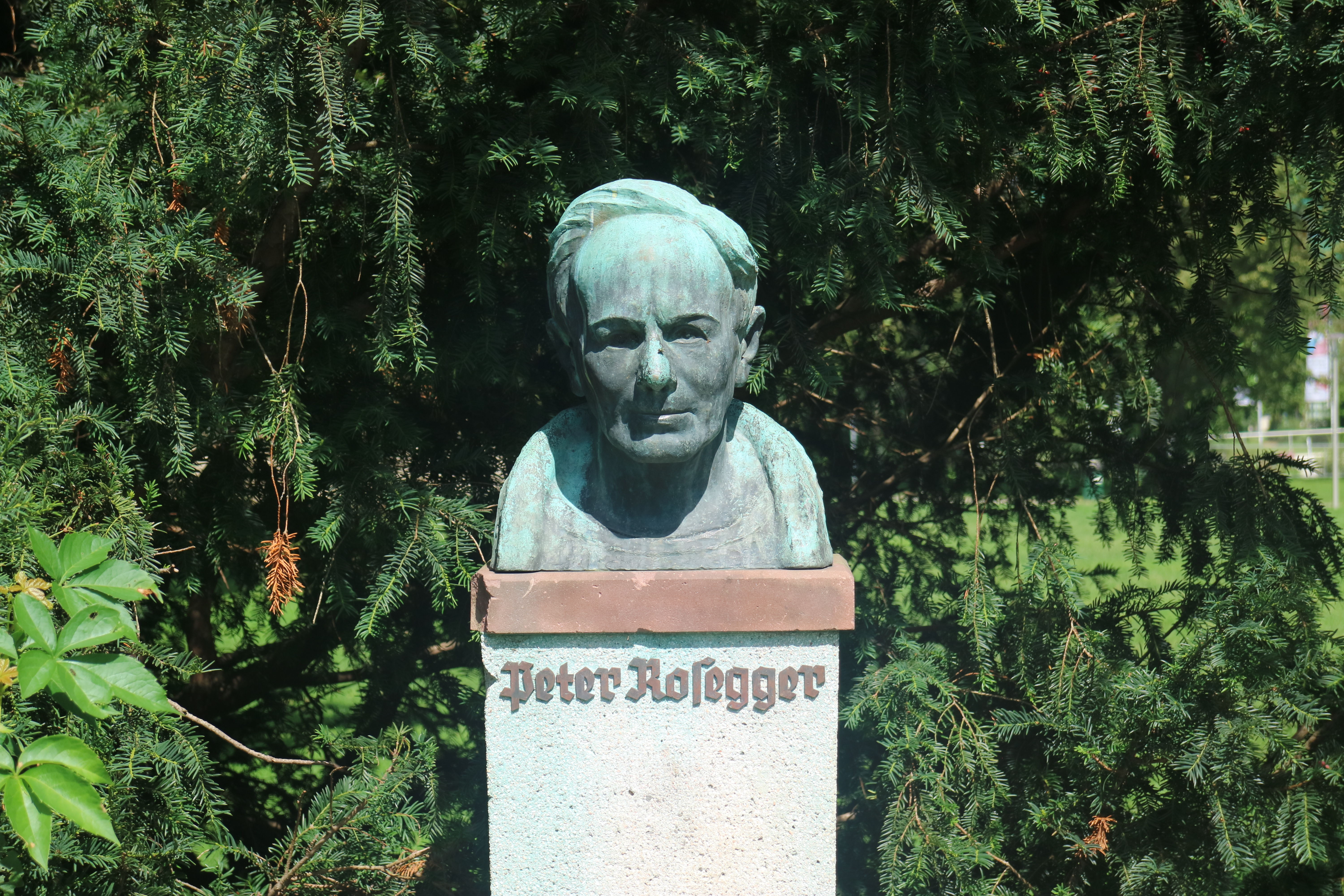
Peter-Rosegger-Büste von Hans Mauracher
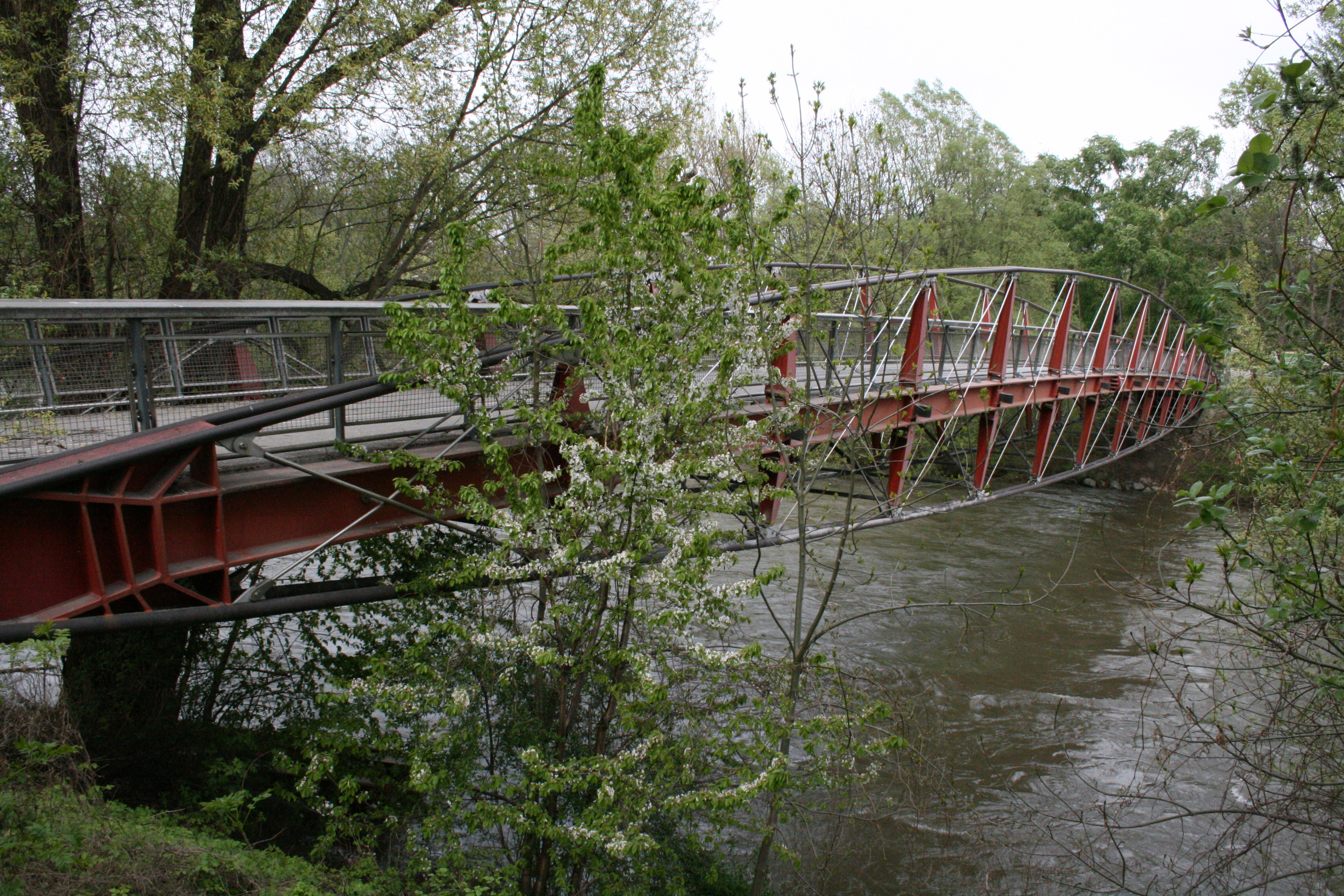
Augartensteg vom Grieskai gesehen
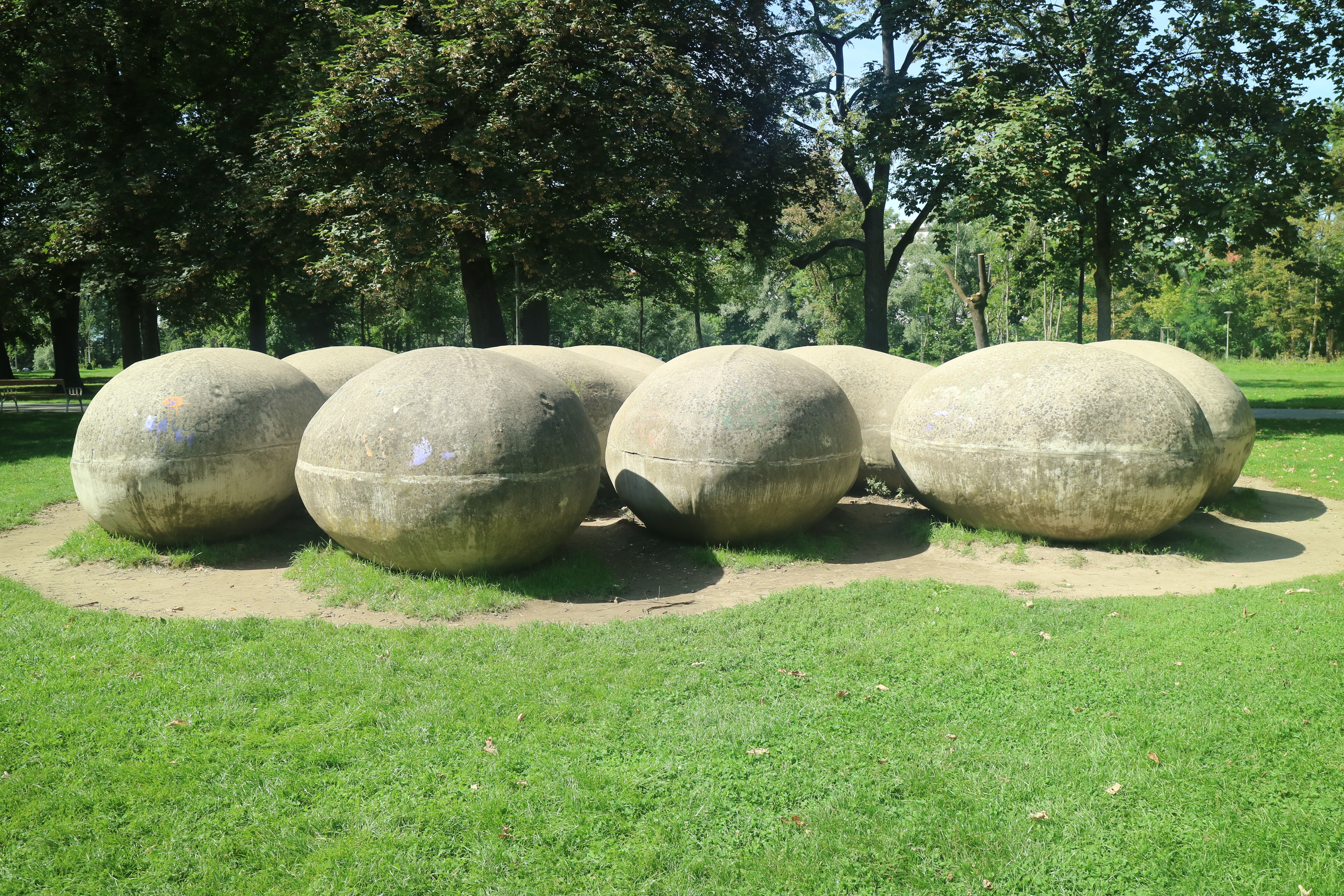
„Murnockerln“ von Hans Kupelwieser
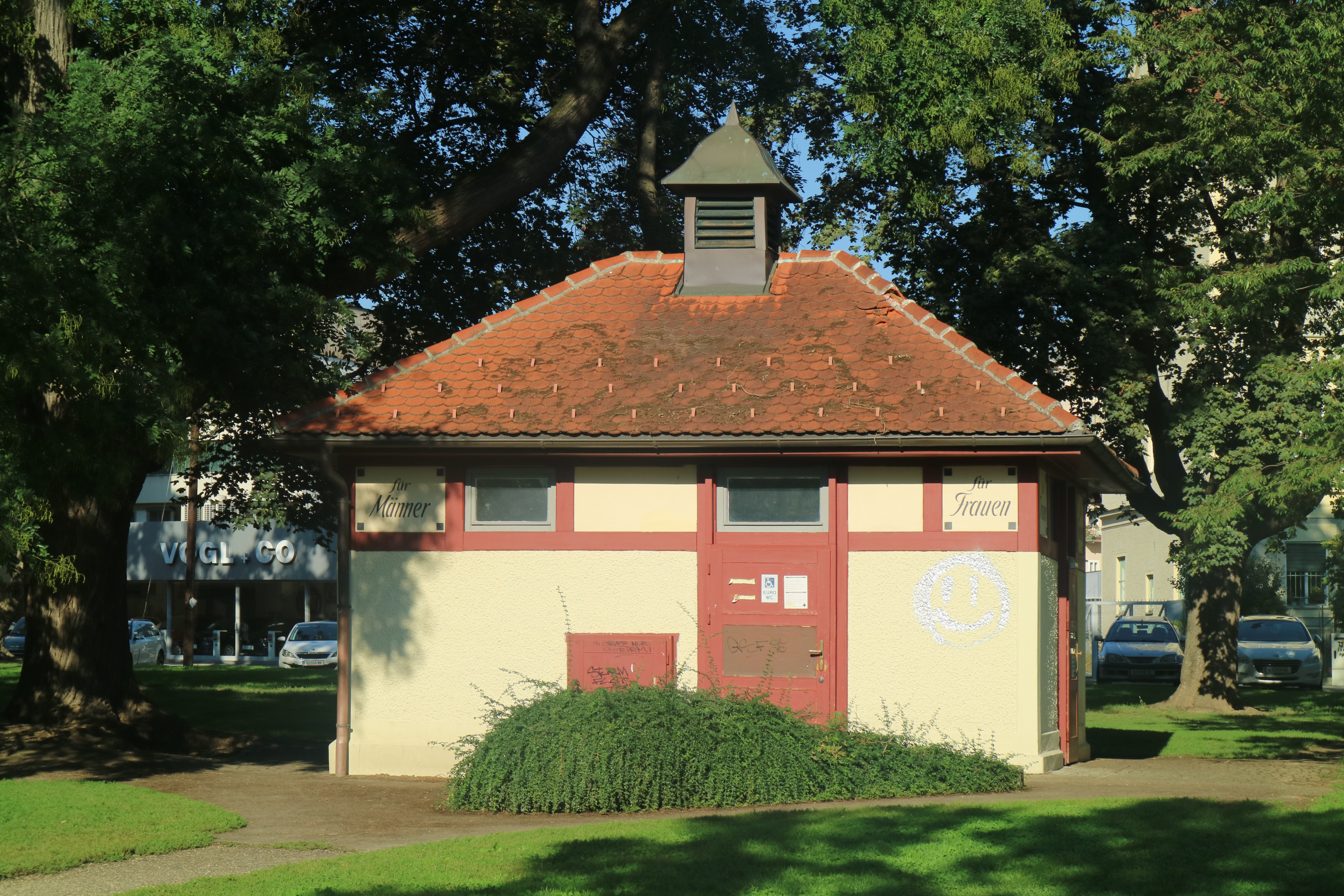
Bedürfnisanstalt am östlichen Parkrand
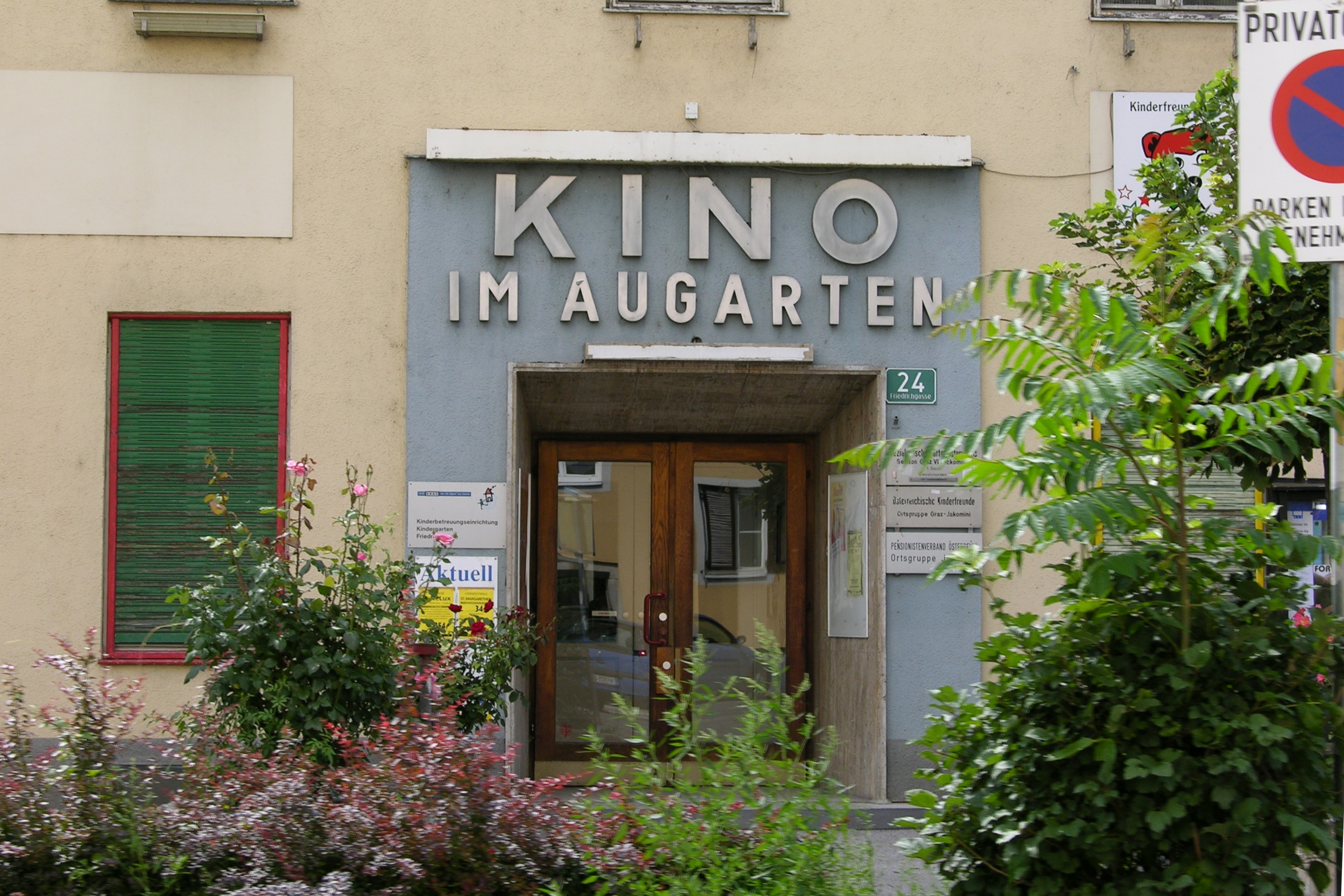
Augartenkino, Eingang in der Friedrichgasse

Am 3. Oktober 1998 wurde der Augartensteg, eine Fußgänger- und Radfahrerbrücke, die den Park mit dem Grieskai am anderen Murufer verbindet, eröffnet. Die gut 15 Millionen Schilling teure Stahlkonstruktion mit einem Tragwerk von 1200 Tonnen und einer Spannweite von 74 Metern wurde in einem Stück über die Mur gehievt. Seit 2003 befindet sich am nördlichen Rand des Augartens das Kindermuseum Frida & Fred. Wenige Meter entfernt liegen die von Hans Kupelwieser anlässlich des Kulturhauptstadtjahres aus Beton gefertigten „Murnockerln“, die später vom Südtiroler Platz in den Park verlegt wurden. Das Augartenkino zwischen Grazbachgasse und Friedrichgasse wurde 2009 abgerissen und durch einen modernen Wohnbau ersetzt.

## Augartenbucht

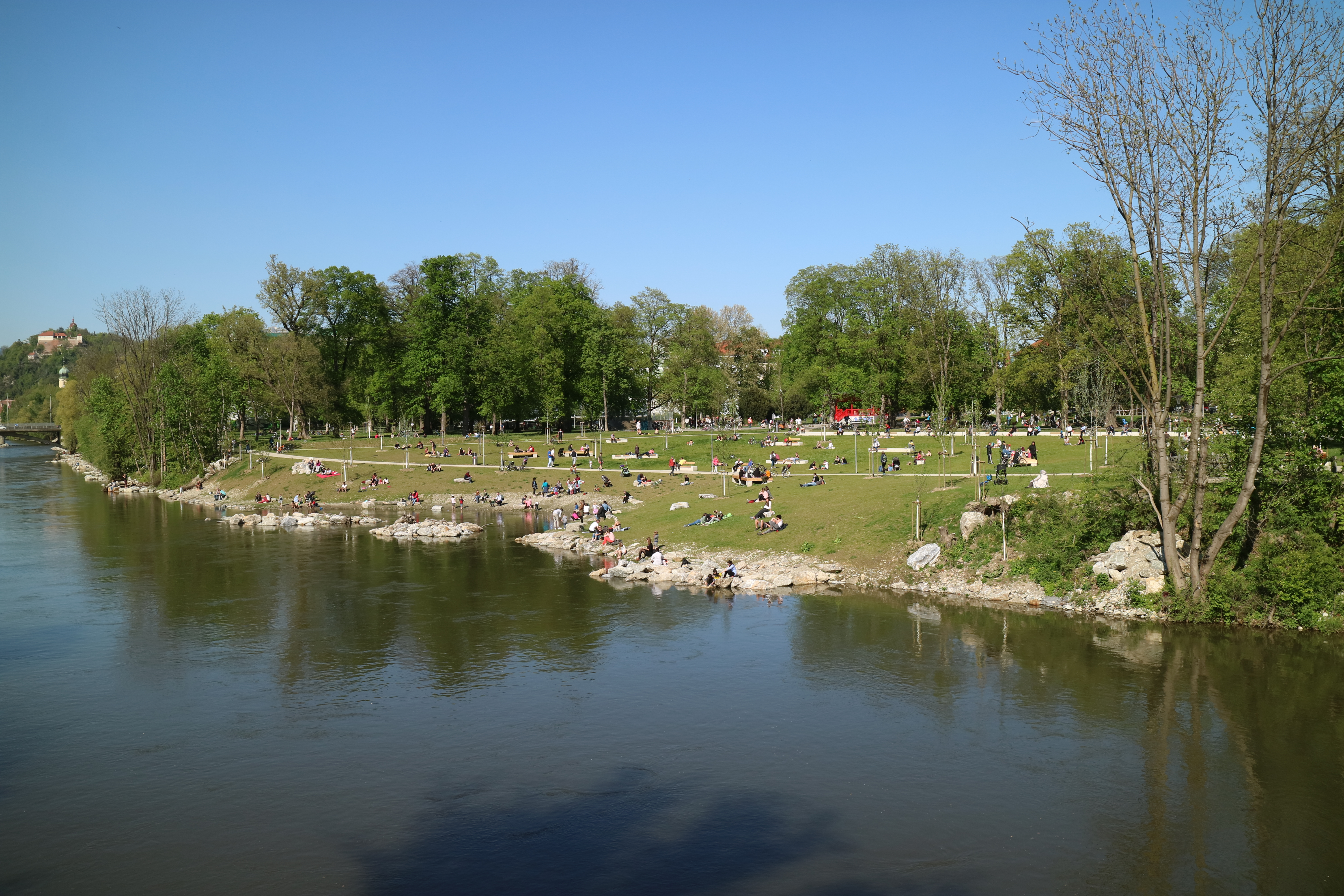
Blick vom Augartensteg über die Mur zur Augartenbucht (April 2020)

Eine Besonderheit des Grazer Augartens ist eine von 2019 bis 2020 künstlich geschaffene Bucht am Murufer, die sogenannte Augartenbucht. Für die Errichtung der Bucht mussten insgesamt 47 Bäume mit einem Stammdurchmesser von mindestens zwölf Zentimetern geschlägert werden. Als Grundlage für die Wiederaufforstung dienten zwei Befliegungen mit einer Drohne der FH Joanneum. Rund 400 aufgenommene Luftbilder wurden zu einem Orthofoto zusammengefügt und in weiterer Folge von der TU Graz ein Geländemodell errechnet.
Die Bucht gilt als umstritten, weil sie unter der Stadtregierung von ÖVP-Bürgermeister Siegfried Nagl ohne Einbeziehung des Naturschutzbundes und anderer Umweltschutzorganisationen beschlossen wurde. Dadurch konnte der Bau ohne Durchführung einer Umweltverträglichkeitsprüfung erfolgen. Kritisiert wurde der Bau außerdem von Radfahrern, da der Murradweg in die Parkmitte verlegt werden musste. Im Juli 2022 räumte der Verwaltungsgerichtshof Umwelt- und Naturschutzvertretern rückwirkend Parteienstellung ein und hob neben der naturschutzrechtlichen auch die wasserrechtliche Bewilligung für die Umgestaltung des Murufers auf. Damit handelt es sich bei der Augartenbucht, rechtlich gesehen, um einen Schwarzbau. Forderungen nach einem Rückbau blieben nicht zuletzt aufgrund des großen Zuspruchs der Parkbesucher aber aus.

## Veranstaltungen
Wie die Tagespost berichtete, sollte am 17. und 18. März 1939 im Grazer Augarten erstmals ein sogenanntes „deutsches Volksfest“ stattfinden. Feste dieser Art waren in Graz zuvor auch als „Fetzenmärkte“ bekannt, in Folge des „Anschlusses Österreichs“ an das Deutsche Reich propagierten die Zeitungen jedoch ein Ende mundartlicher Ausdrücke.
Heute dient der Augarten vor allem während der Sommermonate als Veranstaltungsgelände. Seit Juni 2013 befinden sich dort jährlich Start und Ziel des Grazathlon, eines zehn Kilometer langen Hindernislaufs durch die Grazer Innenstadt. Bereits deutlich länger finden das Augartenfest im Juli und das Afrika Festival des Kulturfördervereins Chiala Ende des Sommers statt. Aufgrund der großen Belastung für die Wiesenfläche und Anrainerbeschwerden wegen Lärmbelästigung beschloss die Grazer Stadtregierung 2023 mit Ausnahme von La Strada zukünftig nur noch eintägige Veranstaltungen im Augarten zuzulassen.